# Indicets
|  | Pel que fa a les divinitats romanes vegeu indígets. |

Els indicets, indígets o indígetes (en llatí Indiketes, Indĭgetes o Indĭgetæ; en grec Ινδικήται) foren un poble iber de l'extrem nord-oriental de la província Tarraconense. Ocupaven el territori costaner de les Gavarres fins a l'Albera, el territori que actualment cobreixen les comarques de l'Empordà i la Selva.

## Territori

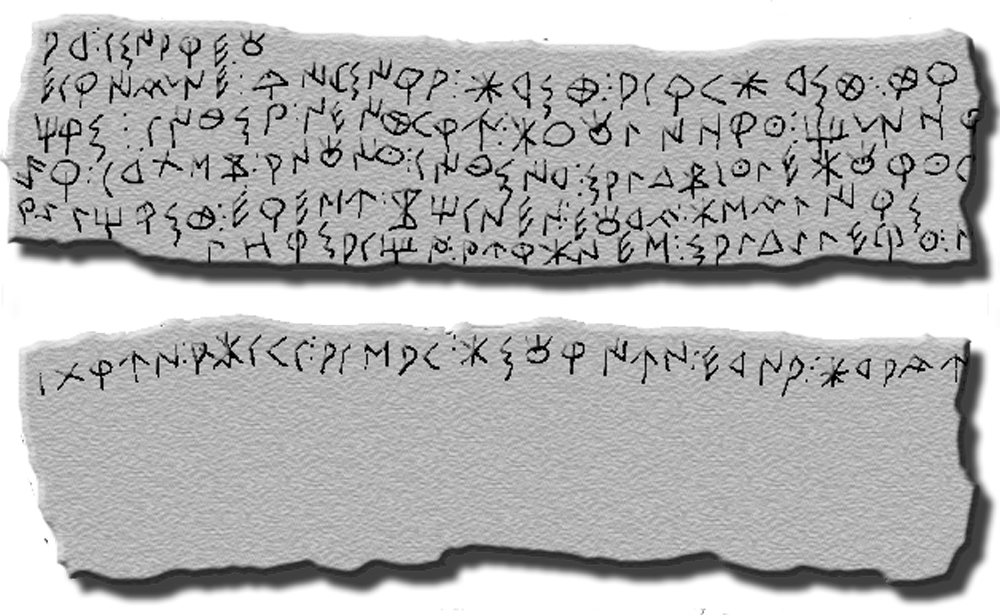
Plom d'Ullastret de significat encara desconegut, mostra de l'escriptura ibèrica

Apareixen als escrits dels antics geògrafs i historiadors: Estrabó, Plini el Vell i Claudi Ptolemeu i Titus Livi i Sal·lusti, així com l'autor tardà Aviè. També ha aparegut llur nom en diverses inscripcions a la ciutat d'Empúries. Els antics ens indiquen que s'estenien per la costa, a les boques dels rius Sambuca (la Muga), Clodianum (el Fluvià) i Ticer (el Ter), i que al seu territori hi havia les colònies gregues d'Empúries i Rode, com també les poblacions no identificades de Deciana i Iuncaria. Les fonts diuen que les actuals comarques interiors de Girona no eren part del seu territori, que les poblaven els ausetans, baldament aquesta possibilitat ha estat contestada per la historiografia moderna.
Pel que fa a les poblacions indígetes, els ibers no s'estructuraren en poblats fins a les darreres dècades del segle vi aC, quan ho feren en poblats ovalats envoltats d'una murada i amb una certa planificació, sempre situats en turons amb bona visibilitat. Si les dites Iuncaria i Deciana no eren poblats indígenes ans poblacions de cultura romana, llavors no se'n conserva cap nom. No obstant això, sabem que els poblats del Castell de Palamós, el Puig de Castellet de Lloret i el poblat de Sant Julià devien ser poblacions dels indígets.
La capital per força havia de ser la ciutat ibèrica d'Ullastret, que certs autors identifiquen amb una Ἰνδική (Indika) citada per Esteve de Bizanci com a capital dels indígets; no obstant això, sembla que aquesta Indica es tracta d'una recreació erudita, pel fet que es tracta d'un autor força tardà, i que el poblat d'Ullastret no portà mai aquest nom. De tota manera, sí que s'ha trobat, en unes dracmes emporitanes, la llegenda untikesken (que també es pot llegir undikesken i undigesken, atès que es tracta de la variant no dual del signari ibèric), que es pot interpretar '[moneda] dels indígets' o bé '[moneda] dels d'Undike', que seria el nom que rebria Empúries en l'ibèric dels indígets. Sembla que cal decantar-se per la primera lectura i interpretar que els emporitans estengueren el seu territori a una part de la Indigècia, i que per això incorporaren el nom dels indígets a les monedes.

## Història

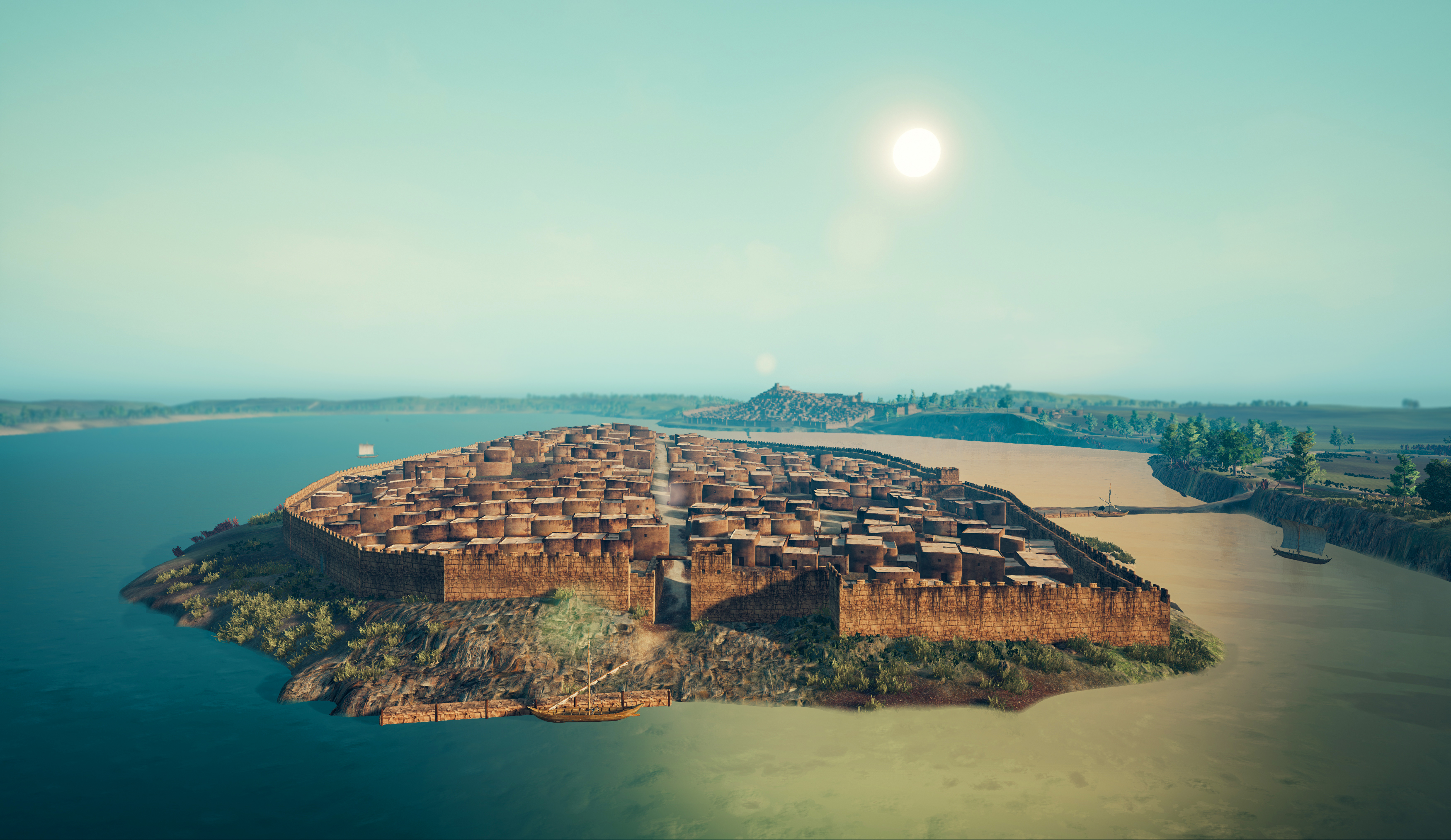
Reconstrucció de la ciutat ibèrica d'Ullastret

El 218 aC, es van sotmetre a Roma. El 195 aC, el cònsol Marc Porci Cató Censorí va reprimir la rebel·lió dels ibers, i la important batalla d'Emporion es va lliurar en terres dels indígets.

### Relació amb els emporitans
El segle vi aC els foceus fundaren la ciutat d'Empúries, a l'extrem meridional del golf de Roses; anys més tard, sembla que cap al segle iv aC, els massaliotes fundaren la ciutat de Rode, a l'extrem septentrional del dit golf. Així doncs, a partir d'un moment força antic, els indígets tingueren, per força, una relació estreta amb els grecs, que influïren pregonament en el seu desenvolupament com a tribu. D'entrada, sembla que els grecs s'establiren en un petit assentament indígena i que aquesta convivència no es va trencar, de manera que a la ciutat d'Empúries hi haurien conviscut, de sempre, grecs i ibers. Les fonts antigues parlen d'una dípolis, és a dir, una ciutat dividida per la meitat, amb un mur que separava les dues comunitats, però això, a més de ser poc versemblant, no té suport arqueològic atès que aquest mur no ha aparegut. Així doncs, es tractaria d'una sola ciutat amb component ètnic mixt, que més tard hauria estès la seva influència a tota la contrada, influint en la cultura material i la societat indígeta de l'entorn. No obstant això, sembla que la capital dels indígets continuà de ser Ullastret fins que fou abandonat.

## Seca 'Untikesken' d'Empúries

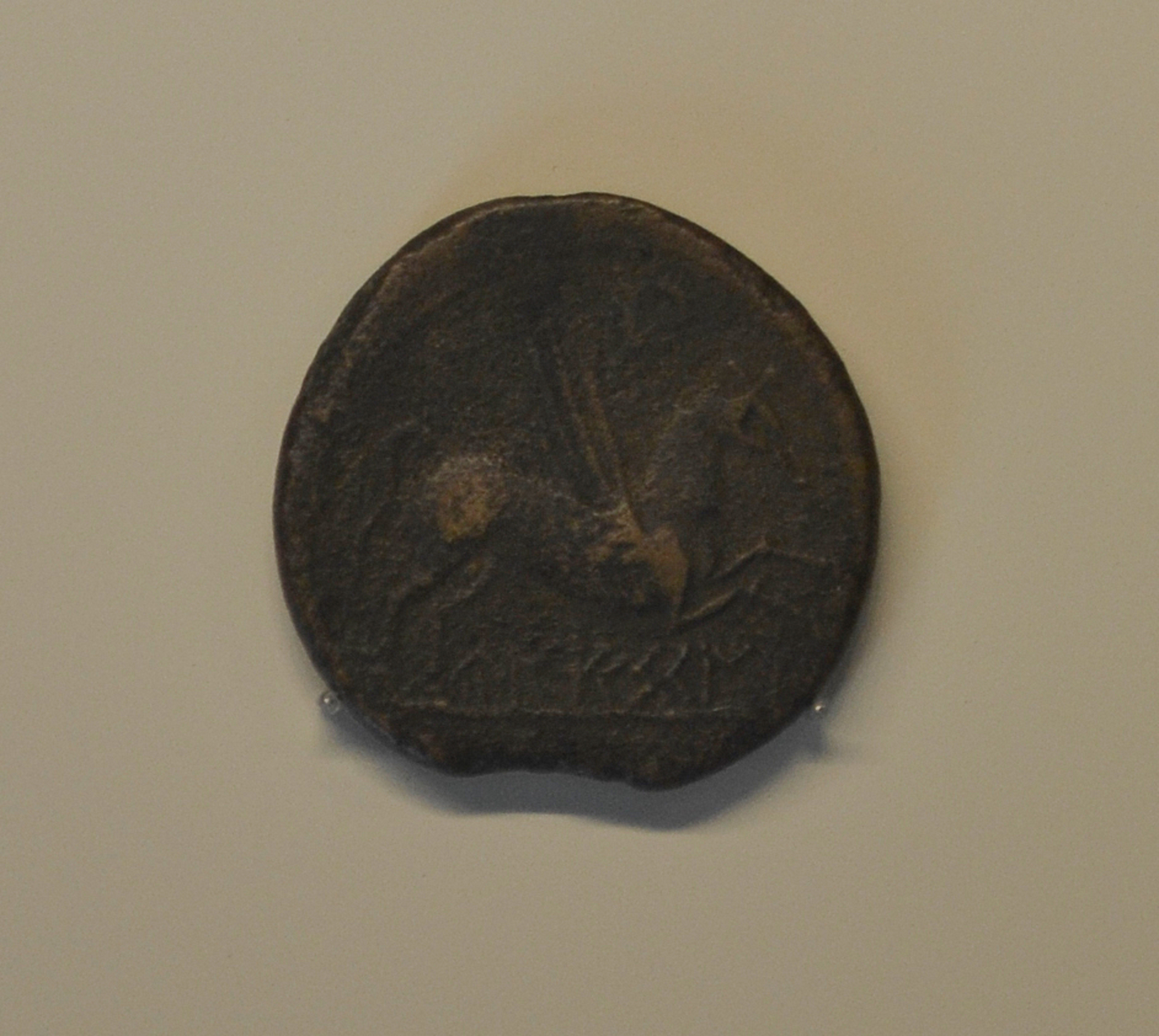
As ibèric d'Untikesken (200-150 aC)

A la colònia d'Empúries s'hi va encunyar una sèrie de monedes devers el segle ii aC amb la llegenda untikesken, que fan referència a la tribu dels indígets que habitaven les contrades veïnes i, probablement, també dins la mateixa Empúries. A l'anvers s'hi representa el cap de Pal·las Atenea, amb el casc corinti, la visera alçada i un gran plomall. Al revers, hi apareix Pegàs amb el cap modificat. Aquestes emissions de bronze són el nexe d'unió entre les emissions de tipus grec i les cíviques, amb llegenda llatina, de la creació del municipi romà, en època d'August.
Haurien començat a emetre's a partir del 195 aC, seguint el sistema romà, i van adoptar com a motius de revers el cavall alat en la unitat o as; el brau en el semis; el lleó en els quadrants, i el cavall en el sextants. Les diferents emissions es distingeixen per la representació de diversos símbols complementaris: la corona, la cornucòpia, el caduceu.